# ダイオメド
ダイオメド（Diomed、1777年 - 1808年）はイギリスの競走馬。第1回エプソムダービー（1780年）の勝ち馬である。引退後は同地で種牡馬となり、後にアメリカに輸出された。イギリスでの種牡馬成績は振るわなかったが、輸出先のアメリカでは既に高齢であったにもかかわらず、サーアーチーなどを出す活躍を見せた。
馬主チャールズ・バンベリーはオークスとダービーの創設者の1人でもあり、ダイオメドのほかエレノア（1801年）、スモンレスコ（1813年）でダービーを勝っている。

## 生涯
父はヘロド産駒のフロリゼル、母はスペクテイターの牝駒（Spectator mare）で、1777年、ニューマーケットのリチャード・ヴァーノンによって生産され、後にバンベリーの所有となった。体高15ハンド3インチ、馬格の逞しい栗毛馬であった。

### 競走馬時代
3歳の時、ニューマーケットのスウィープ・ステークス（500ギニー）で勝利をあげた後、5月4日に行われた第1回エプソムダービーに出走した。当初のダービーはそれほど重要な競走とは考えられておらず、登録馬は36頭で、うち9頭が出走したに過ぎなかった。ダイオメドはBoudrooやSpitfireらを下して勝利を飾り、初代ダービー馬となった。
ダービー勝利後も負け知らずで、3歳を7戦無敗で終えると、4歳になってからも勝ち続け連勝を10まで伸ばした。しかし、ノッティンガムでFortitudeに初の敗戦を喫すると、ニューマーケットでもBoudrooに敗れ、3勝2敗でシーズンを終えた。
5歳時はニューマーケットでCropに対して棄権するなど、1度もレースに出走しなかった。翌年、ギルフォードでのキングズプレート（4マイルのヒート）に勝利して復帰戦を飾ったが、その後は7戦して1度も勝利できず、ウィンチェスターで跛行の症状が出たため、馬主の判断で競走馬を引退した。

### 種牡馬時代

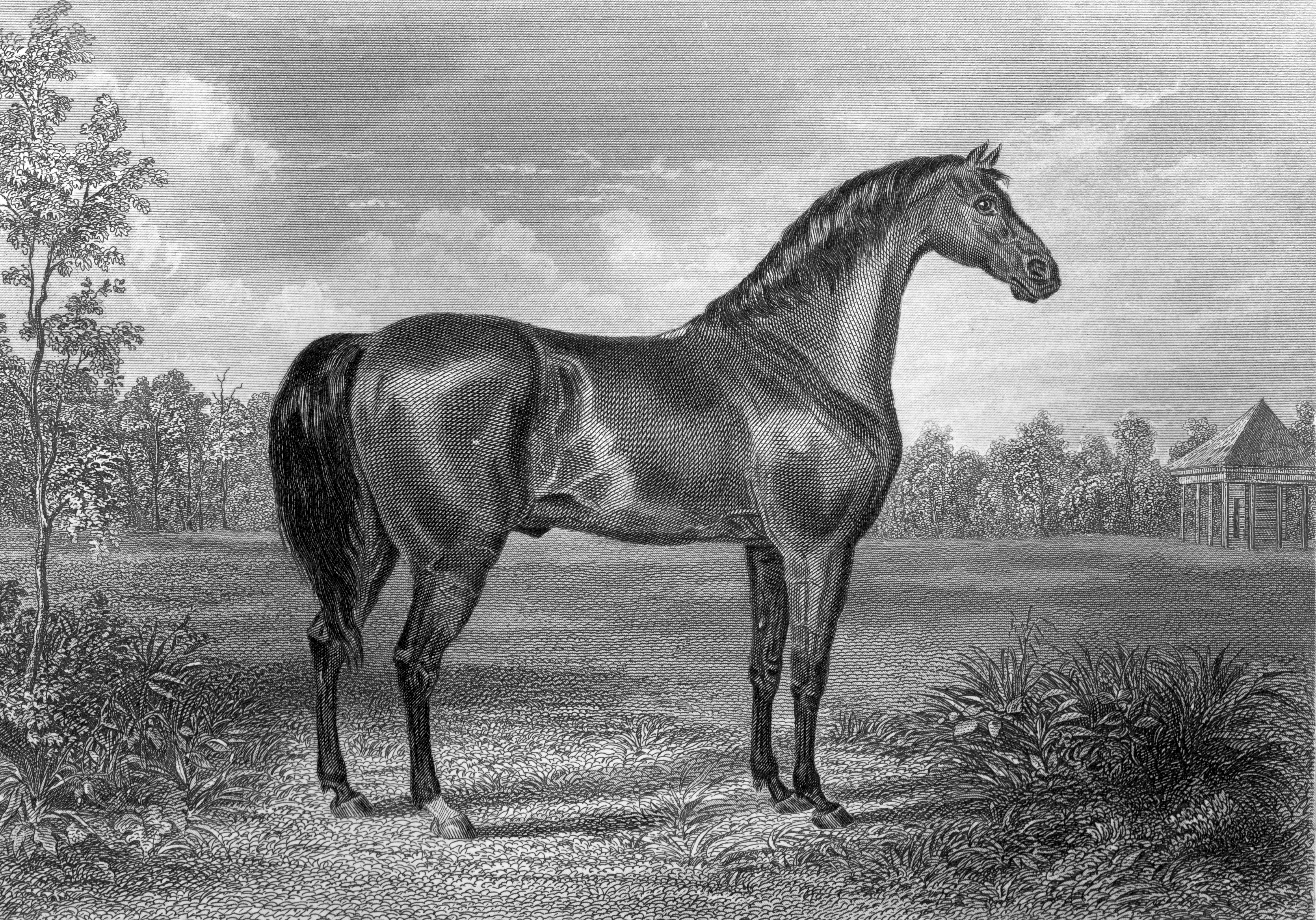
米国における産駒の1頭、サーアーチー

引退後、ダイオメドはハンプシャーのアップパークで種牡馬として供用された後、サフォークのバートンに移動した。その間、5ギニーで始まった種付料は一時10ギニーまで上がるも、その後は2ギニーまで下がっている。代表産駒として、ロシアに輸出されたGray Diomed、エレノア（前述）の母として知られるYoung Giantessが挙げられるが、同地での種牡馬成績は失敗であったとされている。
1798年、ダイオメドは既に21歳となっていたが、バンベリーによって50ギニーで売却され、アメリカに輸出された。同地ではイギリスで低下していた受胎能力がよみがえり、1803年にはリーディングサイアーを獲得している。ダイオメドは高齢で輸出されながら10年にも渡り生き続け、その間、米国の競馬界に君臨することとなった。自身はサーアーチー、デュロック、ハイニーズマリアなどの産駒を送り出し、また、アメリカでリーディングサイアーを16回獲得したレキシントンにも血を伝えている。
1808年、31歳で死亡。この年にも種付が予定されていたという。その死には、ジョージ・ワシントンの死と並ぶほどの哀悼が捧げられた。

## 競走成績
以下の情報はThoroughbred Heritage（THと記載）、Lennox (1857)に基づく。
| 年   | 馬齢 | 成績     | 成績           | 獲得賞金（ギニー） |
| 年   | 馬齢 | TH       | Lennox（1857） | Lennox（1857）     |
| ---- | ---- | -------- | -------------- | ------------------ |
| 1780 | 3    | 7戦7勝   | 7戦7勝         | 5,165              |
| 1781 | 4    | 5戦3勝   | 5戦3勝         | 2,680              |
| 1782 | 5    | -        | -              |                    |
| 1783 | 6    | 8戦1勝   | 7戦1勝         | 0,100              |
| 計   | 計   | 20戦11勝 | 19戦11勝       | 7,945              |

## 血統表
| ダイオメドの血統            | ダイオメドの血統                                                                                            | ダイオメドの血統                                                                                            | （血統表の出典）                                                                                            | （血統表の出典）  |
| 父系                        | ヘロド系 | ヘロド系 | ヘロド系 | [ § 2 ]           |
| 父 Florizel I 1768 鹿毛     | 父の父Herod 1758 鹿毛                                                                                       | Tartar | Partner | Partner           |
| 父 Florizel I 1768 鹿毛     | 父の父Herod 1758 鹿毛                                                                                       | Tartar | Meliora |                   |
| 父 Florizel I 1768 鹿毛     | 父の父Herod 1758 鹿毛                                                                                       | Cypron | Blaze | Blaze             |
| 父 Florizel I 1768 鹿毛     | 父の父Herod 1758 鹿毛                                                                                       | Cypron | Selima |                   |
| 父 Florizel I 1768 鹿毛     | 父の母Cygnet Mare 1761 芦毛                                                                                 | Cygnet | Godolphin Arabian                                                                                           | Godolphin Arabian |
| 父 Florizel I 1768 鹿毛     | 父の母Cygnet Mare 1761 芦毛                                                                                 | Cygnet | Blossom |                   |
| 父 Florizel I 1768 鹿毛     | 父の母Cygnet Mare 1761 芦毛                                                                                 | Young Cartouch Mare                                                                                         | Young Cartouch                                                                                              | Young Cartouch    |
| 父 Florizel I 1768 鹿毛     | 父の母Cygnet Mare 1761 芦毛                                                                                 | Young Cartouch Mare                                                                                         | Ebony |                   |
| 母 Spectator Mare 1763 鹿毛 | 母の父Spectator 1749 鹿毛                                                                                   | Crab | Alcock's Arabian                                                                                            | Alcock's Arabian  |
| 母 Spectator Mare 1763 鹿毛 | 母の父Spectator 1749 鹿毛                                                                                   | Crab | Sister to Soreheels                                                                                         |                   |
| 母 Spectator Mare 1763 鹿毛 | 母の父Spectator 1749 鹿毛                                                                                   | Partner Mare                                                                                                | Partner | Partner           |
| 母 Spectator Mare 1763 鹿毛 | 母の父Spectator 1749 鹿毛                                                                                   | Partner Mare                                                                                                | Bonny Lass                                                                                                  |                   |
| 母 Spectator Mare 1763 鹿毛 | 母の母Horatia 1758 鹿毛                                                                                     | Blank | Godolphin Arabian                                                                                           | Godolphin Arabian |
| 母 Spectator Mare 1763 鹿毛 | 母の母Horatia 1758 鹿毛                                                                                     | Blank | Little Hartley Mare                                                                                         |                   |
| 母 Spectator Mare 1763 鹿毛 | 母の母Horatia 1758 鹿毛                                                                                     | Flying Childers Mare                                                                                        | Flying Childers                                                                                             | Flying Childers   |
| 母 Spectator Mare 1763 鹿毛 | 母の母Horatia 1758 鹿毛                                                                                     | Flying Childers Mare                                                                                        | Miss Belvoire                                                                                               |                   |
| 母系(F-No.)                 | 6号族(FN:6-b)                                                                                               | 6号族(FN:6-b)                                                                                               | 6号族(FN:6-b)                                                                                               | [ § 3 ]           |
| 5代内の近親交配             | Crab M3×S5、Partner S4×M4、Flying Childers M4×S5×S5、Godolphin Arabian S4×M4、Curwen Bay Barb Mare S5×M5×M5 | Crab M3×S5、Partner S4×M4、Flying Childers M4×S5×S5、Godolphin Arabian S4×M4、Curwen Bay Barb Mare S5×M5×M5 | Crab M3×S5、Partner S4×M4、Flying Childers M4×S5×S5、Godolphin Arabian S4×M4、Curwen Bay Barb Mare S5×M5×M5 | [ § 4 ]           |
| 出典                        | 1. 2. 3. 4.                                                                                                 | 1. 2. 3. 4.                                                                                                 | 1. 2. 3. 4.                                                                                                 | 1. 2. 3. 4.       |